# Parlamenti regionali in Russia
I parlamenti regionali della Federazione Russa sono gli organi di potere legislativo/parlamentare nei soggetti/regioni della Russia (repubbliche, territori, oblast, okrug autonomi e città federali di Mosca e San Pietroburgo), che hanno nomi diversi, spesso definiti collettivamente dai media come parlamenti regionali.
La struttura federale della Russia comprende 85 parlamenti regionali. Il più grande parlamento regionale è l'Assemblea statale della Repubblica del Bashkortostan che comprende 110 deputati. Il più piccolo è la Duma di Chukotka che è composta da 15 deputati.
I partiti politici presenti nelle Dume regionali sono Russia Unita, Partito Comunista della Federazione Russa, Partito Liberal-Democratico, Partito Democratico del Progresso - Russia del Futuro, Russia Giusta,  Comunisti di Russia e Jabloko.

## Elenco

### Repubbliche autonome
| Stemma | Repubblica                    | Tipo        | Nome ente (in cirillico ed in lingua regionale) | Seggi del Parlamento regionale |
| ------ | ----------------------------- | ----------- | --- | ------------------------------ |
|        | Adighezia                     | unicamerale | Consiglio statale della Repubblica di Adighezia (in russo Законодательное Собрание (Хасэ) Республики Адыгея?; in lingua adighè: Хасэ) | 50                             |
|        | Altaj                         | unicamerale | Assemblea statale della Repubblica dell'Altaj (in russo Государственное собрание Республики Алтай?) | 41                             |
|        | Baschiria                     | unicamerale | Assemblea statale della Repubblica di Baschiria (in russo Государственное собрание — Курултай?; in lingua baschira: Башҡортостан Республикаһының Дәүләт Йыйылышы — Ҡоролтай)                                                                 | 110                            |
|        | Buriazia                      | unicamerale | Khural popolare della Repubblica di Buriazia (in russo Народный хурал Бурятии?; in lingua buriata: Buryaad Ulasai Aradai Khural) | 66                             |
|        | Cabardino-Balcaria            | unicamerale | Parlamento della Repubblica di Cabardino-Balcaria (in russo Парламент Кабардино-Балкарской Республики? | 70                             |
|        | Calmucchia                    | unicamerale | Khural popolare di Calmucchia (in russo Народный хурал Калмыкии?; in lingua calmucca: Хальмг Таңһчин ардин хурл) | 27                             |
|        | Carelia                       | unicamerale | Assemblea legislativa della Repubblica di Carelia (in russo Законода́тельное Собра́ние Респу́блики Каре́лия? | 36                             |
|        | Cecenia                       | unicamerale | Parlamento della Repubblica Cecena (in russo Парламент Чеченской Республики?; in lingua cecena: Нохчийн Республикан Парламент) | 41                             |
|        | Chakassia                     | unicamerale | Consiglio supremo della Repubblica della Chakassia (in russo Верховный Совет Республики Хакасия?; in lingua chakassa: Хакас Республиканың Ööркi Чöбi)                                                                                        | 50                             |
|        | Ciuvascia                     | unicamerale | Consiglio statale della Repubblica Ciuvascia (in russo Государственный Совет Чувашской Республики?; in lingua ciuvascia: Чăваш Республикин Патшалăх Канашĕ)                                                                                  | 44                             |
|        | Daghestan                     | unicamerale | Assemblea del popolo della Repubblica del Daghestan (in russo Народное собрание Республики Дагестан?) | 90                             |
|        | Inguscezia                    | unicamerale | Assemblea del popolo della Repubblica di Inguscezia (in russo Народное Собрание Республики Ингушетия?; in lingua inguscia: Гӏалгӏай Республика Халкъа Гуллам)                                                                                | 32                             |
|        | Karačaj-Circassia             | unicamerale | Assemblea del popolo di Karačaj-Circassia (in russo Народное собрание (Парламент) Карачаево-Черкесской Республики?) | 65                             |
|        | Komi                          | unicamerale | Consiglio statale della Repubblica dei Komi (in russo Государственный Совет Республики Коми?; in lingua komi: Коми Республикаса Каналан Сöвет)                                                                                               | 30                             |
|        | Mari                          | unicamerale | Assemblea statale della Repubblica dei Mari (in russo Государственное Собрание Республики Марий Эл?; in lingua mari: Кугыжаныш Погын) | 52                             |
|        | Mordovia                      | unicamerale | Assemblea statale della Repubblica di Mordovia (in russo Государственное Собрание Республики Мордовия?; in lingua mokša: Государственнай Собраниясь Мордовия Республикань; in lingua erza: Государственной Собраниясь Мордовия Республикань) | 48                             |
|        | Ossezia Settentrionale-Alania | unicamerale | Parlamento della Repubblica dell'Ossezia Settentrionale-Alania (in russo Парламент Республики Северная Осетия — Алания?; in lingua osseta: Республикӕ Цӕгат Ирыстоны — Алани Парламент)                                                      | 70                             |
|        | Sacha (Jacuzia)               | unicamerale | Assemblea statale della Repubblica di Sacha (in russo Государственное Собрание Республики Саха?; in lingua sacha: Саха Өрөспүүбүлүкэтин Ил Түмэнэ)                                                                                           | 70                             |